# 1576
1576 (MDLXXVI) fue un año bisiesto comenzado en domingo del calendario juliano.

## Acontecimientos
- 20 de enero: en el actual estado de Guanajuato (México) se funda la villa de León.
- 25 de enero: en la costa occidental de África, el explorador portugués Paulo Dias de Novais funda la aldea de São Paulo da Assumpção de Loanda, que se convertirá en Luanda.
- 8 de marzo: el español Diego García de Palacio fue el primero en dar noticia de la ciudad maya de Xukpi (actual Copán, en Honduras), al menos por escrito al rey Felipe II de España, en sus Relatos de Copán.
- 25 de abril: Holanda y Zelanda firman la Unión de Delft, por la cual ambas provincias se unen en una confederación bajo el gobierno de Guillermo de Orange.
- 5 de mayo: en Francia, el Edicto de Beaulieu o la Paz de Monsieur (siendo Monsieur, el Duque de Anjou, hermano del rey Enrique III, quien la negoció) finaliza la quinta Guerras francesas de la religión. Se les otorga nuevamente a los protestantes la libertad de adoración.
- 11 de julio: el navegante inglés Martin Frobisher llega a Groenlandia.
- 11 de agosto: el navegante inglés Martin Frobisher, en su búsqueda del «pasaje del noroeste», ingresa en la bahía que hoy lleva su nombre.
- 2 de noviembre: Rodolfo II se convierte en emperador del Sacro Imperio Romano.
- 4 de noviembre: en Bélgica, los soldados españoles comienzan los tres días de saqueo de Amberes, en que arrasarán la ciudad. Debido a la destrucción, Amberes deja de ser la ciudad más importante de Bélgica, pasando este título a Ámsterdam.
- 8 de noviembre: en Bélgica termina el saqueo, mediante la Pacificación de Gante.
- 14 de diciembre: el príncipe húngaro Esteban I Báthory es elegido rey de Polonia.
- En Venecia sucede una epidemia de peste.
- En la Nueva España (actual México) sucede una epidemia de cocoliztli.
- En Colombia se funda Antioquia.

## Arte y literatura
- Jean Bodin: Los seis libros de la República.
- Un tal Thomas Whythorne escribe un ejemplo temprano de autobiografía (en inglés).

## Fallecimientos
- 19 de enero: Hans Sachs, poeta alemán (n. 1494).
- 2 de mayo: Bartolomé de Carranza, teólogo español (n. 1503).
- 2 de agosto: Lorenzo Sabatini, pintor italiano (n. c. 1530).
- 27 de agosto: Tiziano, pintor italiano (n. 1485).
- Luis de Requesens, gobernador español de los Países Bajos.
- Nicolà Vicentino, teórico musical y compositor italiano del Renacimiento.
- Tahmasp I, rey pėrsa.